# Dusona rufonigra
Dusona rufonigra là một loài tò vò trong họ Ichneumonidae.